# پزشک زنان دکتر مارکوس مرتین
پزشک زنان دکتر مارکوس مرتین (انگلیسی: Frauenarzt Dr. Markus Merthin) یک مجموعهٔ تلویزیونی محصول کشور آلمان است که بین سال‌های ۱۹۹۴ تا ۱۹۹۷ تولید و پخش شد.